# Copa Constitució 2015
La Copa Constitució 2015 fue la 23.ª edición de la Copa Constitució. El torneo comenzó el 21 de febrero de 2015 y finalizó el 10 de mayo de 2015.
El equipo campeón accedió a la primera ronda de clasificación de la Liga Europa de la UEFA 2015-16.

## Equipos participantes
- Encamp
- Encamp B
- Extremenya
- FC Ranger's
- FC Santa Coloma
- Inter Club d'Escaldes
- La Massana
- Lusitanos
- Lusitanos B
- Ordino
- Ordino B
- Penya
- Sant Julia
- UE Engordany
- UE Santa Coloma
- UE Santa Coloma B

## Octavos de final
| Fecha             | Hora        | Equipo Local          | Resultado | Equipo Visitante |
| ----------------- | ----------- | --------------------- | --------- | ---------------- |
| 21.02.15          | 19:00       | UE Santa Coloma B     | 2:4       | Ordino B         |
| 22.02.15          | 11:00       | Lusitanos B           | 0:9       | FC Santa Coloma  |
| 22.02.15          | 15:00       | FC Ranger's           | 0:10      | FC Lusitanos     |
| 01.03.15          | 11:00       | Extremenya            | 0:5       | Sant Julia       |
| 01.03.15          | 13:00       | Penya                 | 0:3       | UE Santa Coloma  |
| 01.03.15 05.03.15 | 15:00 20:30 | UE Engordany          | 2:2 0:1   | Encamp           |
| 01.03.15          | 15:00       | Ordino                | 11:0      | La Massana       |
| 01.03.15          | 17:00       | Inter Club d'Escaldes | 8:0       | Encamp B         |

## Cuartos de final
| Fecha    | Hora  | Equipo Local    | Resultado | Equipo Visitante      |
| -------- | ----- | --------------- | --------- | --------------------- |
| 01.03.15 | 11:00 | FC Santa Coloma | 14:0      | Ordino B              |
| 03.03.15 | 20:30 | UE Santa Coloma | 3:1       | Inter Club d'Escaldes |
| 04.03.15 | 20:30 | Lusitanos       | 0:2       | Sant Julia            |
| 08.03.15 | 11:00 | Sant Julia      | 4:0       | Encamp                |

## Semifinales
| Fecha    | Hora  | Equipo Local    | Resultado | Equipo Visitante |
| -------- | ----- | --------------- | --------- | ---------------- |
| 08.03.15 | 15:00 | FC Santa Coloma | 4:3       | Ordino           |
| 11.03.15 | 20:40 | UE Santa Coloma | 1:3       | Sant Julia       |

## Final
| Fecha    | Hora  | Equipo Local    | Resultado | Equipo Visitante |
| -------- | ----- | --------------- | --------- | ---------------- |
| 10.05.15 | 16:00 | FC Santa Coloma | 1-1 (4-5) | Sant Julia       |

| Campeón: UE Sant Julià 5.º título |